# 吉安娜·迪歐
吉安娜·迪歐（義大利語：Gianna Dior，1997年5月12日—），意大利裔美國女性色情演員及成人模特兒。

## 簡歷
吉安娜·迪歐具美洲原住民及意大利血統，有四名兄弟姊妹，父母都是軍人，遂自小過著漂泊的生活。她在阿拉巴馬州安達魯西亞就讀初中、高中，又曾到奧本市一邊任職壽司料理店侍應與眼科醫生辦公室接待員，一邊完成奧本大學心理學系學士課程；而此段時間（2018年1至5月）亦獲星探發掘，經朱爾斯·喬丹（Jules Jordan）介紹下往邁阿密「Spiegler Girls Casting & Management」試鏡，並開始從事成人模特兒工作，後來也決定成為色情演員，且獲選為《閣樓》雜誌「9月份」模特兒代表。
吉安娜·迪歐由於身材窈窕、樣貌娟好，故出道不久便受網民注目。2019年，她在第36屆AVN獎裡擔任頒獎女郎（Trophy Girl），更首度獲提名「最熱門新人」獎；2020年便於第37屆AVN獎中獲得「最佳新人」殊榮。

## 曾獲獎項與提名
| 年份   | 獎項                                                                               | 結果 |
| 2019年 | 第36屆AVN獎「最熱門新人」                                                          | 提名 |
| 2020年 | 第37屆AVN獎「最佳吹簫場景 -《Gianna's First Blowbang》」                           | 提名 |
| 2020年 | 第37屆AVN獎「最佳男女性愛場景 -《Unlocked（Relentless、DVD）》」                   | 獲獎 |
| 2020年 | 第37屆AVN獎「最佳女女性愛場景 -《Nerd’s Breaking Point（Lesbian Revenge、DVD）》」 | 提名 |
| 2020年 | 第37屆AVN獎「最佳群交場景」（《Perspective》）                                     | 提名 |
| 2020年 | 第37屆AVN獎「最佳新人」                                                            | 獲獎 |
| 2020年 | 第37屆AVN獎「最佳口交場景」（《Gianna Dior Tricks》）                              | 提名 |
| 2020年 | 第37屆AVN獎「最佳主观镜头性愛場景」（《Gorgeous Gianna（Mofos Lab 3、DVD）》）     | 提名 |
| 2020年 | 第37屆AVN獎「最佳三人性交場景（二王一后）（《Ultimate Fuck Toy: Gianna Dior》）」  | 提名 |
| 2020年 | 第37屆AVN獎「最佳三人性交場景（一王二后）（《Slut Puppies 14》）」                 | 提名 |

## 外部連結
- 吉安娜·迪歐的X（前Twitter）（英文）
- 吉安娜·迪歐的Instagram帳戶（英文）
- Gianna Dior在互联网电影资料库（IMDb）上的資料（英文）（英文）
- Gianna Dior - iafd.com （页面存档备份，存于）（英文）